# Målebord
Et målebord er et hjælpemiddel til landmåling, dvs kortlægning af et terræn. Målebordet består af en plan træplade, der er monteret på en trefod, så pladen kan fastspændes vandret i arbejdshøjde, godt en meter over terræn. Et ark tegnepapir fastgøres til pladen, og ved hjælp af et sigtemiddel med tilhørende lineal (et diopter eller en kikkertlineal) tegnes retninger til punkter i terrænet. Afstanden til disse punkter måles med målebånd og – svarende til kortets målforhold – afsættes en brøkdel af afstanden på tegnepapiret. 
Målebordet blev almindelig anvendt til kortlægning efter at denne opmålingsmetode vandt ved en konkurrence i Lombardiet i 1720. Fremkomsten af teodolitter i slutningen af 1800-tallet gjorde, at målebordet efterhånden gik af brug.